# Oraș liber imperial

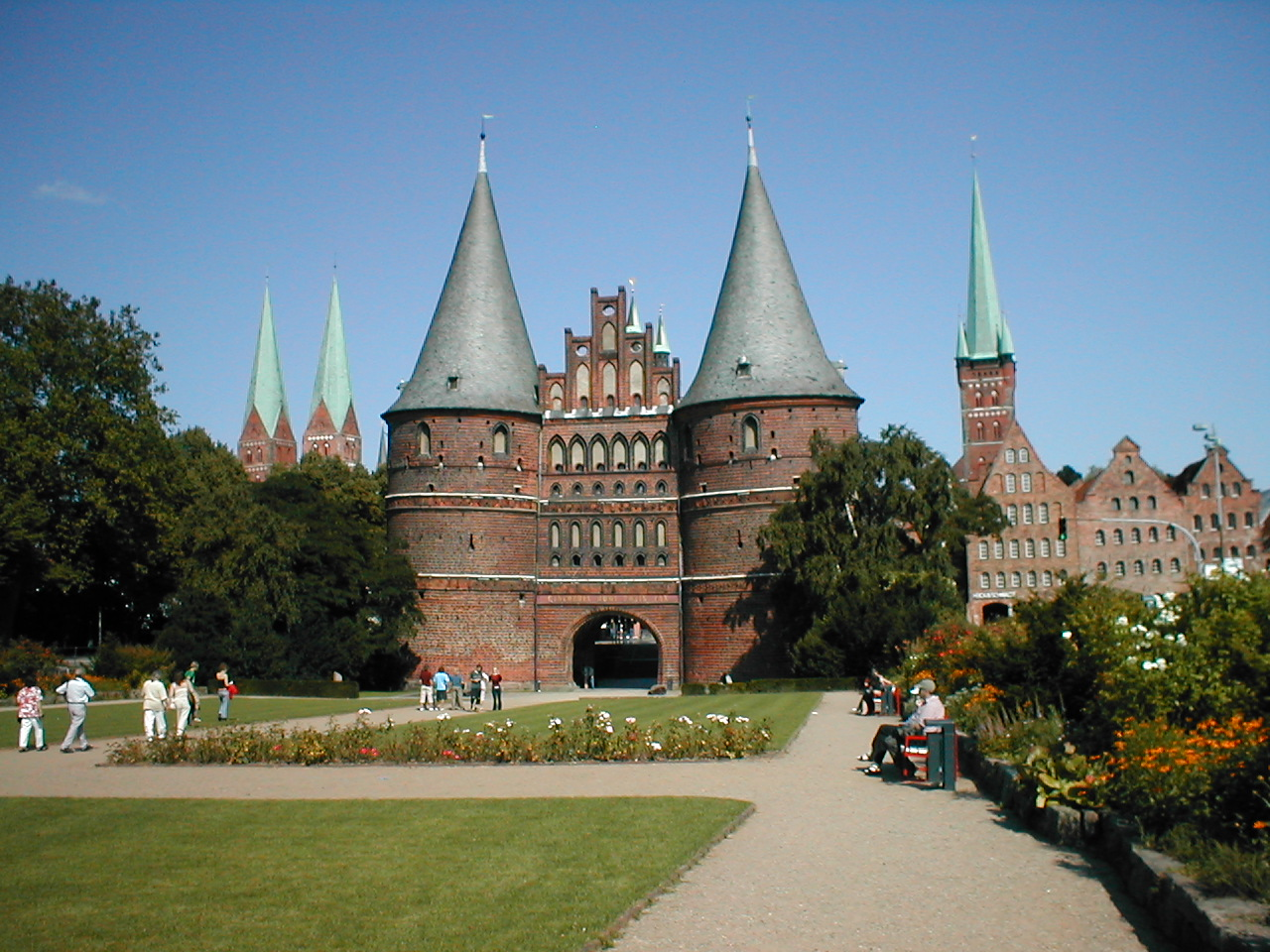
Lübeck

Statutul de oraș liber imperial (în latină urbs imperialis libera, în germană freie Reichsstadt) conferea o largă autonomie orașelor din Sfântul Imperiu Roman care beneficiau de acesta. Astfel, orașele respective nu erau subordonate principilor, ci direct împăratului, fiind obligate să presteze servicii fiscale și militare doar acestuia, beneficiind de nemijlocire imperială. Statutul de oraș liber imperial  îl aveau de exemplu orașele: Lübeck, Köln, Augsburg, Mainz (până în 1462), Worms, Speyer, Straßburg, Dortmund, Basel, Regensburg etc.

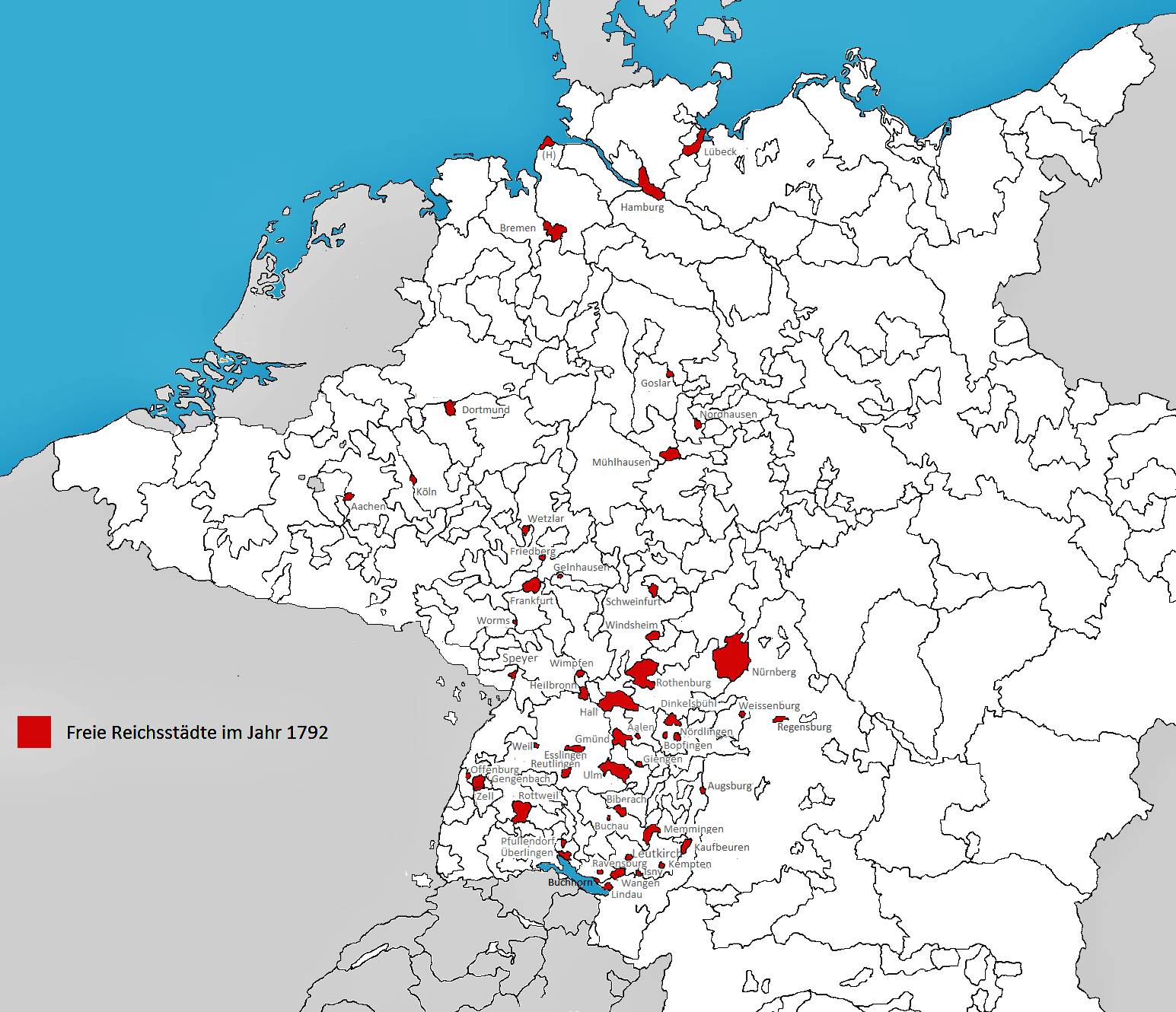
Orașe imperiale libere în anul 1792

După Interregn-ul (perioada dintre domnii) din anul 1273 orașe libere imperiale mari ca Dortmund, Frankfurt pe Main, Ulm, Schwäbisch Hall, Rothenburg, Augsburg sau Nürnberg au putut să-și extindă teritoriul peste hotarele orașului. Începând din aceeași perioadă orașele imperiale au început să participe la dieta imperială, însă fără regularitate. Din 1489 participarea orașelor imperiale la ședințele dietei imperiale a devenit constantă. Cele mai întinse teritorii le-au avut orașele din sud-vestul imperiului romano-german, unde nu existau principate mari; astfel unul dintre cele cele mai întinse teritorii le-a avut orașul Berna.
În 1803 prin Reichsdeputationshauptschluss toate orașele imperiale libere, exceptând Augsburg, Nürnberg, Frankfurt pe Main, Bremen, Hamburg și Lübeck (care își pierduseră statutul independent în timpul războaielor napoleoniene), au fost mediatizate. Congresul de la Viena din 1815 a redat orașelor Hamburg, Bremen, Lübeck (până în 1937) și Frankfurt pe Main (până în 1866) statutul de orașe libere, ultimele două fiind ulterior integrate în regatul Prusiei.
După anul 1815 exista încă Uniunea orașelor libere de care aparțineau orașele Hamburg, Bremen, Lübeck și Frankfurt pe Main.
În perioada contemporană, în Republica Federală Germania fostele orașe libere Hamburg și Bremen au devenit state constitutive (Länder), statut pe care și-l păstrează și în prezent.

## Orașe libere imperiale
- Aachen
- Aalen
- Augsburg
- Biberach an der Riß
- Bopfingen
- Bremen
- Buchau (Bad Buchau)
- Buchhorn (azi: Friedrichshafen)
- Dinkelsbühl
- Dortmund
- Esslingen am Neckar
- Frankfurt am Main
- Friedberg (Hessen)
- Gengenbach
- Giengen an der Brenz
- Goslar
- Groningen
- Hamburg
- Heidelsheim (azi: Bruchsal)
- Heilbronn
- Isny im Allgäu
- Kaufbeuren
- Kempten
- Köln
- Leutkirch im Allgäu
- Lindau (Bodensee)
- Lübeck
- Memmingen
- Mühlhausen/Thüringen
- Mulhouse
- Nordhausen
- Nördlingen
- Nürnberg
- Offenburg
- Pfullendorf
- Ravensburg
- Regensburg
- Reutlingen
- Rothenburg ob der Tauber
- Rottweil
- Schwäbisch Gmünd
- Schwäbisch Hall
- Schweinfurt
- Speyer
- Überlingen
- Ulm
- Wangen im Allgäu
- Weil der Stadt
- Weißenburg in Bayern
- Wetzlar
- Wimpfen (Bad Wimpfen)
- Windsheim (Bad Windsheim)
- Worms
- Zell am Harmersbach